# Kleine dwergspecht
De kleine dwergspecht (Picumnus exilis) is een vogel uit de familie Picidae (spechten).

## Verspreiding en leefgebied
Deze soort komt voor in noordoostelijk Zuid-Amerika, ook in oostelijk Brazilië en telt zes ondersoorten:
- P. e. clarus: het oostelijke deel van Centraal-Venezuela.
- P. e. undulatus: oostelijk Colombia, zuidoostelijk Venezuela, de Guyana's en Roraima (noordelijk Brazilië).
- P. e. buffonii: van oostelijk Guyana tot Amapá (noordoostelijk Brazilië).
- P. e. pernambucensis: van Pernambuco tot Alagoas (oostelijk Brazilië).
- P. e. alegriae: van noordoostelijk Pará tot noordwestelijk Maranhão (noordoostelijk Brazilië).
- P. e. exilis: van Bahia tot Espírito Santo (oostelijk Brazilië).

## Status
De grootte van de populatie is niet gekwantificeerd maar de soort wordt omschreven als tamelijk algemeen. Op de Rode lijst van de IUCN heeft deze soort de status niet bedreigd.